# Светокопировальный стол
Светокопировальный стол — приспособление для фотохимического (репрография, диазотипия)) или ручного копирования чертежей, карт, иллюстраций, иногда текста.
Состоит из прозрачной или полупрозрачной (матовой) поверхности (столешницы), иногда наклонной или поворотной, и устройства для подсветки столешницы снизу (электрические лампы или зеркало для направления лучей Солнца). В случае фотохимического процесса нужно использовать источники света, богатые ультрафиолетовами лучами, при ручном копировании, наоборот, подобные источники нежелательны.
Подлежащее копированию изображение (оригинал) располагается на подсвеченной столешнице изображением вверх, накрывается листом чистой бумаги и вручную, на просвет, обводится пишущим прибором/
Фотохимическое копирование использует низкочувствительную фотобумагу и может быть двух типов:
- На просвет — оригинал на полупрозрачной основе располагается на столешнице изображением вверх и покрывается фотобумагой, светочувствительным слоем вверх или вниз. (Во избежание посторонних засветок всё может покрываться слоем чёрной бумаги). Производится экспонирование. После обработки получается прямое изображение оригинала (если фотобумага лежала чувствительным слоем вверх) или зеркальное (если вниз).
- Рефлексное — фотобумага располагается на столешнице чувствительным слоем вверх и накрывается оригиналом, изображением вниз. Оригинал может быть непрозрачным или содержать постороннее изображение на обороте. Засветка фотобумаги осуществляется светом, отражённым от незакрашенных участков оригинала; закрашенные же участки поглощают свет, и засветка фотобумаги в этих местах меньше. Рефлексный способ позволяет получить более точную копию оригинала, однако зеркальную и сильно завуалированную проходящим светом. Для получения рабочих копий необходимо повторное копирование (на просвет или опять рефлексно), оборачивающее зеркальное изображение в прямое.

## Используемые фотобумаги
- Ферропруссиатная бумага — использовалась в начале XX века. Даёт белые линии на светлом синем фоне («синька»).
- Диазокопировальная бумага — применялась до широкого распространения ксерокопирования. Давала коричневые (иногда красные или синие) копии.